# Царска вода
Царска вода (лат. aqua regia) је смеша једне запремине концентроване азотне киселине и три запремине концентроване хлороводоничне киселине. То је лако испарљива течност жућкасте боје. Изузетно је каустична. Понекад се назива и краљевском водицом.
Име је добила по томе што може да реагује са племенитим (царским/краљевским) металима, првенствено златом и платином који не реагују са другим супстанцама.
Интересантно је да ниједна од компонената индивидуално не реагује са племенитим металом. Међутим, у раствору, азотна киселина, која је јако оксидационо средство, оксидује у малој мери површински слој нпр. злата до  катјона који затим реагује са хлоридним  анјоном (из дисосоване хлороводоничне) градећи  анјон.
Битно је да је царска вода буде свеже припремљена јер због реакција између концентрованих киселина губи на јачини.